# Doliopria baltica
Doliopria baltica — викопний вид дрібних перетинчастокрилих комах родини діаприїд (Diapriidae), що існував у пізньому еоцені. Описаний у 2022 році з балтійського бурштину, що зберігається у Музеї природознавства Данії.